# Diskografie Maroon 5
Toto je seznam doposud vydané diskografie  americké pop rockové skupiny Maroon 5.

## Alba

### Studiová alba
| Název                                  | Detaily o albu                                                           | Umístění v hitparádách | Umístění v hitparádách | Umístění v hitparádách | Umístění v hitparádách | Umístění v hitparádách | Umístění v hitparádách | Umístění v hitparádách | Umístění v hitparádách | Umístění v hitparádách | Umístění v hitparádách | Certifikace | Prodeje                         |
| Název                                  | Detaily o albu                                                           | US                     | AUS                    | AUT                    | CAN                    | FRA                    | GER                    | ITA                    | NZ                     | SWI                    | UK                     | Certifikace | Prodeje                         |
| -------------------------------------- | ------------------------------------------------------------------------ | ---------------------- | ---------------------- | ---------------------- | ---------------------- | ---------------------- | ---------------------- | ---------------------- | ---------------------- | ---------------------- | ---------------------- | --- | ------------------------------- |
| The Fourth World (jako Kara's Flowers) | - Vydáno: 19. srpna 1997 (US) - Vydavatelství: Reprise                   | —                      | —                      | —                      | —                      | —                      | —                      | —                      | —                      | —                      | —                      | |                                 |
| Songs About Jane                       | - Vydáno: 25. června 2002 (US) - Vydavatelství: J, Octone                | 6                      | 1                      | 7                      | 3                      | 1                      | 5                      | 10                     | 1                      | 12                     | 1                      | - RIAA: 4× Platinum - ARIA: 8× Platinum - BPI: 7× Platinum - BVMI: Platinum - FIMI: Gold - IFPI AUT: Gold - IFPI SWI: Gold - MC: 3× Platinum - RMNZ: 5× Platinum - SNEP: 2× Gold | - US: 5,149,000 - UK: 2,019,827 |
| It Won't Be Soon Before Long           | - Vydáno: 22. května 2007 (US) - Vydavatelství: A&M/Octone               | 1                      | 5                      | 14                     | 2                      | 13                     | 6                      | 4                      | 2                      | 6                      | 1                      | - RIAA: 2× Platinum - ARIA: 2× Platinum - BPI: Platinum - BVMI: Gold - FIMI: Gold - IRMA: Gold - MC: Platinum - RMNZ: Gold                                                       | - US: 2,379,000 - UK: 413,451   |
| Hands All Over                         | - Vydáno: 21. září 2010 (US) - Vydavatelství: A&M/Octone                 | 2                      | 7                      | 20                     | 5                      | 16                     | 17                     | 10                     | 12                     | 10                     | 6                      | - RIAA: Platinum - ARIA: Platinum - BPI: Platinum - FIMI: Gold - MC: Platinum - SNEP: Gold                                                                                       | - US: 1,383,000 - UK: 313,034   |
| Overexposed                            | - Vydáno: 26. června 2012 (US) - Vydavatelství: A&M/Octone               | 2                      | 4                      | 7                      | 3                      | 5                      | 4                      | 3                      | 3                      | 7                      | 2                      | - RIAA: Platinum - ARIA: Platinum - BPI: Platinum - FIMI: Platinum - RMNZ: Gold - SNEP: Gold                                                                                     | - US: 1,586,000 - UK: 331,735   |
| V                                      | - Vydáno: 2. září 2014 (US) - Vydavatelství: 222, Interscope             | 1                      | 4                      | 10                     | 1                      | 6                      | 6                      | 2                      | 11                     | 2                      | 4                      | - RIAA: 3× Platinum - ARIA: Platinum - BPI: Platinum - FIMI: Platinum - IFPI AUT: Platinum - MC: 3× Platinum - RMNZ: Gold - SNEP: Gold                                           | - US: 1,000,000                 |
| Red Pill Blues                         | - Vydáno: 3. listopadu 2017 (US) - Vydavatelství: 222, Interscope        | 2                      | 7                      | 31                     | 2                      | 24                     | 44                     | 15                     | 6                      | 21                     | 12                     | - RIAA: Platinum - ARIA: Platinum - BPI: Gold - FIMI: Platinum - IFPI AUT: Gold - MC: 2× Platinum - RMNZ: Platinum - SNEP: Gold                                                  |                                 |
| Jordi                                  | - Vydáno: 11. června 2021 (US) - Vydavatelství: 222, Interscope, Polydor | 8                      | 11                     | 33                     | 8                      | 25                     | 39                     | 40                     | 18                     | 10                     | 19                     | - RIAA: Gold - FIMI: Gold - SNEP: Gold |                                 |

### Demo alba
| Rok  | Detaily                                 |
| ---- | --------------------------------------- |
| 1994 | ...We Like Digging? - Vydáno: 1995 (US) |

### Koncertní alba
| Název                                                                                   | Detaily o albu                                              | Umístění v hitparádách | Umístění v hitparádách | Umístění v hitparádách | Umístění v hitparádách | Umístění v hitparádách | Umístění v hitparádách | Certifikace              | Prodeje       |
| Název                                                                                   | Detaily o albu                                              | US                     | AUS                    | IRE                    | ITA                    | SWI                    | UK                     | Certifikace              | Prodeje       |
| --------------------------------------------------------------------------------------- | ----------------------------------------------------------- | ---------------------- | ---------------------- | ---------------------- | ---------------------- | ---------------------- | ---------------------- | ------------------------ | ------------- |
| 1.22.03.Acoustic                                                                        | - Vydáno: 29. června 2004 (US) - Vydavatelství: Octone      | 42                     | —                      | 64                     | 65                     | 66                     | 58                     | - RIAA: Gold - BPI: Gold | - US: 699,000 |
| Live – Friday the 13th                                                                  | - Vydáno: 20. září 2005 (US) - Vydavatelství: J, Octone     | 61                     | 37                     | —                      | —                      | —                      | —                      |                          | - US: 113,000 |
| Live from Le Cabaret                                                                    | - Vydáno: 8. července 2008 (US) - Vydavatelství: A&M/Octone | 117                    | —                      | —                      | —                      | —                      | —                      |                          | - US: 20,000  |
| "—" značí, že se nahrávka neumístila v hitparádách nebo v tomto území ani nebyla vydána |                                                             |                        |                        |                        |                        |                        |                        |                          |               |

### Kompilační alba
| Název                 | Detaily o albu                                               | Umístění v hitparádách | Umístění v hitparádách | Umístění v hitparádách | Umístění v hitparádách | Umístění v hitparádách | Umístění v hitparádách | Umístění v hitparádách | Certifikace                            |
| Název                 | Detaily o albu                                               | US                     | AUS                    | FRA                    | IRE                    | ITA                    | NZ                     | UK                     | Certifikace                            |
| --------------------- | ------------------------------------------------------------ | ---------------------- | ---------------------- | ---------------------- | ---------------------- | ---------------------- | ---------------------- | ---------------------- | -------------------------------------- |
| The B-Side Collection | - Vydáno: 18. prosince 2007 (US) - Vydavatelství: A&M/Octone | 51                     | —                      | —                      | —                      | —                      | —                      | —                      |                                        |
| Singles               | - Vydáno: 25. září 2015 - Vydavatelství: 222, Interscope     | —                      | 13                     | 30                     | 24                     | 51                     | 4                      | 28                     | - ARIA: 4× Platinum - BPI: 2× Platinum |

### Remixová alba
| Název                              | Detaily o albu                                              | Umístění v hitparádách | Prodeje       |
| Název                              | Detaily o albu                                              | US                     | Prodeje       |
| ---------------------------------- | ----------------------------------------------------------- | ---------------------- | ------------- |
| Call and Response: The Remix Album | - Vydáno: 9. prosince 2008 (US) - Vydavatelství: A&M/Octone | 73                     | - US: 136,000 |

## Extended play
| Název                                         | Detaily o EP                                                  | Umístění v hitparádách | Prodeje      |
| Název                                         | Detaily o EP                                                  | US Sales               | Prodeje      |
| --------------------------------------------- | ------------------------------------------------------------- | ---------------------- | ------------ |
| Stagg Street Recordings (jako Kara's Flowers) | - Vydáno: říjen 1999                                          | —                      |              |
| The Limited Set                               | - Vydáno: 6. října 2003 - Vydavatelství: A&M/Octone           | —                      |              |
| Sessions@AOL                                  | - Vydáno: červen 2007 - Vydavatelství: A&M/Octone             | —                      |              |
| Live from SoHo                                | - Vydáno: 25. března 2008 (US) - Vydavatelství: A&M/Octone    | —                      |              |
| iTunes Session                                | - Vydáno: 8. února 2011 (US) - Vydavatelství: A&M/Octone      | 148                    | - US: 10,000 |
| 12 Days                                       | - Vydáno: 26. listopadu 2012 (UK) - Vydavatelství: A&M/Octone | —                      |              |
| Holiday Gift                                  | - Vydáno: 20. prosince 2012 (UK) - Vydavatelství: A&M/Octone  | —                      |              |

## Singly
| "Soap Disco" (jako Kara's Flowers)                                                      | 1997 | —  | —  | —  | —  | —  | —  | —  | —  | —  | —  | | The Fourth World             |
| "Harder to Breathe"                                                                     | 2002 | 18 | 37 | —  | —  | —  | 79 | 28 | 33 | —  | 13 | - RIAA: Platinum - ARIA: Platinum - BPI: Silver | Songs About Jane             |
| "This Love"                                                                             | 2004 | 5  | 8  | 3  | —  | 6  | 5  | 3  | 4  | 4  | 3  | - RIAA: 2× Platinum - ARIA: 4× Platinum - BPI: 2× Platinum - BVMI: Gold - FIMI: Platinum - MC: Platinum                                                                      | Songs About Jane             |
| "She Will Be Loved"                                                                     | 2004 | 5  | 1  | 27 | —  | 23 | 25 | 3  | 18 | 18 | 4  | - RIAA: 4× Platinum - ARIA: 9× Platinum - BPI: 2× Platinum - BVMI: Gold - FIMI: Platinum - MC: Platinum                                                                      | Songs About Jane             |
| "Sunday Morning"                                                                        | 2004 | 31 | 27 | 52 | —  | —  | 83 | —  | 21 | 87 | 27 | - RIAA: 2× Platinum - ARIA: 3× Platinum - BPI: Gold | Songs About Jane             |
| "Must Get Out"                                                                          | 2005 | —  | —  | —  | —  | —  | —  | —  | 38 | —  | 39 | | Songs About Jane             |
| "Makes Me Wonder"                                                                       | 2007 | 1  | 6  | 12 | 1  | 40 | 11 | 3  | 8  | 14 | 2  | - RIAA: 3× Platinum - ARIA: Platinum - BPI: Silver - MC: Platinum | It Won't Be Soon Before Long |
| "Wake Up Call"                                                                          | 2007 | 19 | 19 | 17 | 6  | —  | 41 | 8  | 32 | 12 | 33 | - RIAA: 2× Platinum - ARIA: Platinum - MC: Platinum | It Won't Be Soon Before Long |
| "Won't Go Home Without You"                                                             | 2007 | 48 | 7  | 16 | 16 | —  | 11 | 14 | 20 | 65 | 44 | - RIAA: 2× Platinum - ARIA: 3× Platinum - MC: Gold | It Won't Be Soon Before Long |
| "If I Never See Your Face Again" (feat. Rihanna)                                        | 2008 | 51 | 11 | 54 | 12 | —  | —  | 15 | 21 | 52 | 28 | - RIAA: Platinum - ARIA: Platinum - MC: Gold | It Won't Be Soon Before Long |
| "Goodnight Goodnight"                                                                   | 2008 | —  | —  | —  | —  | —  | —  | —  | —  | —  | —  | | It Won't Be Soon Before Long |
| "Misery"                                                                                | 2010 | 14 | 39 | 28 | 13 | 14 | 30 | 19 | 38 | 32 | 30 | - RIAA: 2× Platinum - ARIA: 2× Platinum - BPI: Silver - MC: Platinum | Hands All Over               |
| "Give a Little More"                                                                    | 2010 | 86 | —  | —  | 91 | —  | —  | 30 | —  | —  | —  | | Hands All Over               |
| "Never Gonna Leave This Bed"                                                            | 2011 | 55 | —  | —  | —  | 82 | —  | —  | —  | —  | —  | - RIAA: Platinum | Hands All Over               |
| "Moves Like Jagger" (feat. Christina Aguilera)                                          | 2011 | 1  | 2  | 1  | 1  | 3  | 2  | 2  | 1  | 5  | 2  | - RIAA: Diamond - ARIA: 17× Platinum - BPI: 4× Platinum - BVMI: 5× Gold - FIMI: 2× Platinum - IFPI SWI: Platinum - MC: Diamond - RMNZ: 3× Platinum - SNEP: Gold              | Hands All Over               |
| "Payphone" (feat. Wiz Khalifa)                                                          | 2012 | 2  | 2  | 5  | 1  | 8  | 4  | 1  | 2  | 4  | 1  | - RIAA: 7× Platinum - ARIA: 13× Platinum - BPI: 3× Platinum - BVMI: Platinum - FIMI: 3× Platinum - IFPI AUT: Gold - IFPI SWI: Platinum - MC: 5× Platinum - RMNZ: 2× Platinum | Overexposed                  |
| "One More Night"                                                                        | 2012 | 1  | 2  | 8  | 2  | 9  | 17 | 13 | 1  | 11 | 8  | - RIAA: 6× Platinum - ARIA: 9× Platinum - BPI: Platinum - BVMI: Gold - FIMI: Platinum - IFPI SWI: Gold - MC: 6× Platinum - RMNZ: 2× Platinum                                 | Overexposed                  |
| "Daylight"                                                                              | 2012 | 7  | 19 | 35 | 5  | 74 | 75 | 18 | 11 | 53 | 63 | - RIAA: 2× Platinum - ARIA: 2× Platinum - FIMI: Gold - MC: 2× Platinum - RMNZ: Gold                                                                                          | Overexposed                  |
| "Love Somebody"                                                                         | 2013 | 10 | —  | —  | 10 | 87 | —  | —  | 34 | —  | —  | - RIAA: 2× Platinum - ARIA: Gold - MC: 2× Platinum | Overexposed                  |
| "Maps"                                                                                  | 2014 | 6  | 30 | 18 | 1  | 17 | 6  | 4  | 16 | 22 | 2  | - RIAA: 4× Platinum - ARIA: 5× Platinum - BPI: Platinum - BVMI: Platinum - FIMI: 2× Platinum - MC: 2× Platinum                                                               | V                            |
| "Animals"                                                                               | 2014 | 3  | 62 | 26 | 2  | 25 | 11 | 13 | 11 | 18 | 27 | - RIAA: Platinum - ARIA: 3× Platinum - BPI: Platinum - BVMI: Platinum - FIMI: Platinum - MC: 2× Platinum                                                                     | V                            |
| "Sugar"                                                                                 | 2015 | 2  | 6  | 25 | 2  | 15 | 41 | 6  | 3  | 10 | 7  | - RIAA: Diamond - ARIA: 10× Platinum - BPI: 3× Platinum - BVMI: Gold - FIMI: 3× Platinum - MC: Platinum - RMNZ: 2× Platinum - SNEP: Gold                                     | V                            |
| "This Summer's Gonna Hurt like a Motherf***er" (sólo nebo Alesso Remix)                 | 2015 | 23 | 70 | 38 | 16 | 69 | 45 | 31 | —  | 56 | 40 | - ARIA: Gold - RIAA: Platinum - FIMI: Gold | V                            |
| "Feelings"                                                                              | 2015 | —  | —  | —  | —  | —  | —  | —  | —  | —  | —  | | V                            |
| "Don't Wanna Know" (feat. Kendrick Lamar)                                               | 2016 | 6  | 6  | 18 | 6  | 20 | 33 | 4  | 4  | 14 | 5  | - RIAA: 2× Platinum - ARIA: 5× Platinum - BPI: Platinum - BVMI: Gold - FIMI: 3× Platinum - RMNZ: Platinum - SNEP: Gold - MC: 5× Platinum                                     | Red Pill Blues               |
| "Cold" (feat. Future)                                                                   | 2017 | 16 | 27 | 42 | 12 | 37 | 43 | 13 | 29 | 30 | 24 | - RIAA: Platinum - ARIA: 2× Platinum - BPI: Gold - BVMI: Gold - FIMI: 2× Platinum - SNEP: Gold - MC: 3× Platinum                                                             | Red Pill Blues               |
| "What Lovers Do" (feat. SZA)                                                            | 2017 | 9  | 7  | 11 | 6  | 17 | 17 | 5  | 6  | 9  | 12 | - RIAA: 2× Platinum - ARIA: 7× Platinum - BPI: Platinum - BVMI: Platinum - FIMI: 3× Platinum - RMNZ: 2× Platinum - SNEP: Platinum - MC: 4× Platinum                          | Red Pill Blues               |
| "Wait"                                                                                  | 2018 | 24 | 91 | —  | 35 | —  | —  | —  | —  | —  | 79 | - RIAA: 3× Platinum - ARIA: Platinum - MC: Platinum | Red Pill Blues               |
| "Girls Like You" (feat. Cardi B)                                                        | 2018 | 1  | 2  | 8  | 1  | 1  | 9  | 5  | 1  | 4  | 7  | - RIAA: Diamond - ARIA: 13× Platinum - BPI: 3× Platinum - BVMI: Platinum - FIMI: 3× Platinum - MC: 9× Platinum - RMNZ: 2× Platinum - SNEP: Diamond                           | Red Pill Blues               |
| "Memories"                                                                              | 2019 | 2  | 2  | 10 | 2  | 13 | 20 | 10 | 3  | 3  | 5  | - RIAA: 4× Platinum - ARIA: 10× Platinum - BPI: 2× Platinum - BVMI: Platinum - FIMI: 3× Platinum - IFPI AUT: Gold - MC: 4× Platinum - RMNZ: 2× Platinum - SNEP: Platinum     | Jordi                        |
| "Nobody's Love"                                                                         | 2020 | 41 | 70 | —  | 33 | —  | —  | —  | —  | —  | 84 | - RIAA: Gold - ARIA: Gold - FIMI: Gold - MC: Gold | Jordi                        |
| "Beautiful Mistakes" (feat. Megan Thee Stallion)                                        | 2021 | 13 | 36 | —  | 7  | 38 | —  | 39 | 21 | 52 | 50 | - RIAA: Platinum - ARIA: 3× Platinum - BPI: Gold - MC: Platinum - FIMI: Platinum - IFPI SWI: Gold - RMNZ: Gold - SNEP: Gold                                                  | Jordi                        |
| "Lost"                                                                                  | 2021 | —  | 88 | —  | 69 | —  | —  | —  | —  | —  | —  | - ARIA: Gold - FIMI: Gold | Jordi                        |
| "One Light (Remix)" (s Bantu feat. Yung Bleu a Latto)                                   | 2022 | —  | —  | —  | —  | —  | —  | —  | —  | —  | —  | | Singly bez alb               |
| "Middle Ground"                                                                         | 2023 | —  | —  | —  | —  | —  | —  | —  | —  | —  | —  | | Singly bez alb               |
| "Priceless" (feat. Lisa)                                                                | 2025 | —  | —  | —  | —  | —  | —  | —  | —  | —  | 69 | | bude oznámeno                |
| "—" značí, že se nahrávka neumístila v hitparádách nebo v tomto území ani nebyla vydána |      |    |    |    |    |    |    |    |    |    |    | |                              |

### Promo singly
| "Happy Xmas (War is Over)"                                                              | 2005 | —  | —  | —  | —  | —  | —  | —  | — | —  | —  |                           | Singl bez alb                |
| "Can't Stop"                                                                            | 2007 | —  | —  | —  | —  | —  | —  | —  | — | —  | —  |                           | It Won't Be Soon Before Long |
| "The Way You Look Tonight"                                                              | 2009 | —  | —  | —  | —  | —  | —  | —  | — | —  | —  |                           | His Way, Our Way             |
| "Is Anybody Out There" (feat. PJ Morton)                                                | 2011 | —  | —  | —  | —  | —  | —  | —  | — | —  | —  |                           | Singl bez alb                |
| "Lucky Strike"                                                                          | 2014 | —  | —  | —  | —  | —  | —  | —  | — | —  | —  | - RIAA: Gold              | Overexposed                  |
| "It Was Always You"                                                                     | 2014 | 45 | 43 | 19 | 76 | 88 | —  | 50 | — | 53 | 40 | - RIAA: Gold - FIMI: Gold | V                            |
| "Help Me Out" (s Julia Michaels)                                                        | 2017 | —  | 83 | 80 | —  | —  | 86 | —  | 3 | —  | —  |                           | Red Pill Blues               |
| "Whiskey" (feat. ASAP Rocky)                                                            | 2017 | —  | —  | —  | —  | —  | —  | —  | 7 | —  | —  |                           | Red Pill Blues               |
| "Three Little Birds"                                                                    | 2018 | —  | —  | —  | —  | —  | —  | —  | — | —  | —  |                           | Singl bez alb                |
| "Lovesick"                                                                              | 2022 | —  | —  | —  | —  | —  | —  | —  | — | —  | —  |                           | Jordi                        |
| "—" značí, že se nahrávka neumístila v hitparádách nebo v tomto území ani nebyla vydána |      |    |    |    |    |    |    |    |   |    |    |                           |                              |

## Další umístěné písně
| Název                                                                                   | Rok  | Umístění v hitparádách | Umístění v hitparádách | Umístění v hitparádách | Umístění v hitparádách | Album                                               |
| Název                                                                                   | Rok  | US                     | US Dance               | CAN                    | KOR                    | Album                                               |
| --------------------------------------------------------------------------------------- | ---- | ---------------------- | ---------------------- | ---------------------- | ---------------------- | --------------------------------------------------- |
| "Nothing Lasts Forever"                                                                 | 2007 | —                      | —                      | —                      | —                      | It Won't Be Soon Before Long                        |
| "Not Falling Apart" (Tiësto Remix)                                                      | 2009 | —                      | 3                      | —                      | —                      | Call and Response: The Remix Album                  |
| "Stutter"                                                                               | 2010 | 84                     | —                      | —                      | —                      | Hands All Over                                      |
| "Out of Goodbyes" (feat. Lady Antebellum)                                               | 2010 | —                      | —                      | —                      | —                      | Hands All Over                                      |
| "Come Away to the Water" (feat. Rozzi Crane)                                            | 2012 | 83                     | —                      | 83                     | —                      | The Hunger Games: Songs from District 12 and Beyond |
| "Wipe Your Eyes"                                                                        | 2012 | 80                     | —                      | —                      | —                      | Overexposed                                         |
| "Just a Feeling"                                                                        | 2014 | —                      | —                      | —                      | 3                      | Hands All Over                                      |
| "Unkiss Me"                                                                             | 2014 | —                      | —                      | 56                     | —                      | V                                                   |
| "My Heart Is Open" (feat. Gwen Stefani)                                                 | 2015 | —                      | —                      | 94                     | —                      | V                                                   |
| "—" značí, že se nahrávka neumístila v hitparádách nebo v tomto území ani nebyla vydána |      |                        |                        |                        |                        |                                                     |

## Spolu umělec
| Název                                                       | Rok            | Album                                     |
| Kara's Flowers                                              | Kara's Flowers | Kara's Flowers                            |
| ----------------------------------------------------------- | -------------- | ----------------------------------------- |
| "We Are the Champions"                                      | 1997           | 103.9 WYEG Presents Edgefest 97           |
| "Yesterday When I Was Handsome"                             | 1998           | Hear You Me! A Tribute to Mykel and Carli |
| Maroon 5                                                    |                |                                           |
| "Woman"                                                     | 2004           | Music from and Inspired by Spider-Man 2   |
| "Pure Imagination"                                          | 2004           | Mary Had a Little Amp                     |
| "Everyday People" (Sly and the Family Stone feat. Maroon 5) | 2005           | Different Strokes by Different Folks      |
| "She Will Be Loved" (Rhythms del Mundo feat. Maroon 5)      | 2006           | Rhythms del Mundo: Cuba                   |
| "Lovely Day" (feat. Bill Withers a Kori Withers)            | 2006           | Hoot: Original Motion Picture Soundtrack  |
| "Makes Me Wonder" (Acoustic Version)                        | 2007           | Radio 1's Live Lounge – Volume 2          |
| "Wake Up Call" (Live)                                       | 2011           | Patagonia Music Collective: Volume Two    |
| "I Shall Be Released"                                       | 2012           | Chimes of Freedom                         |
| "Happy"                                                     | 2014           | BBC Radio 1's Live Lounge 2014            |